# Camp Zeppelin

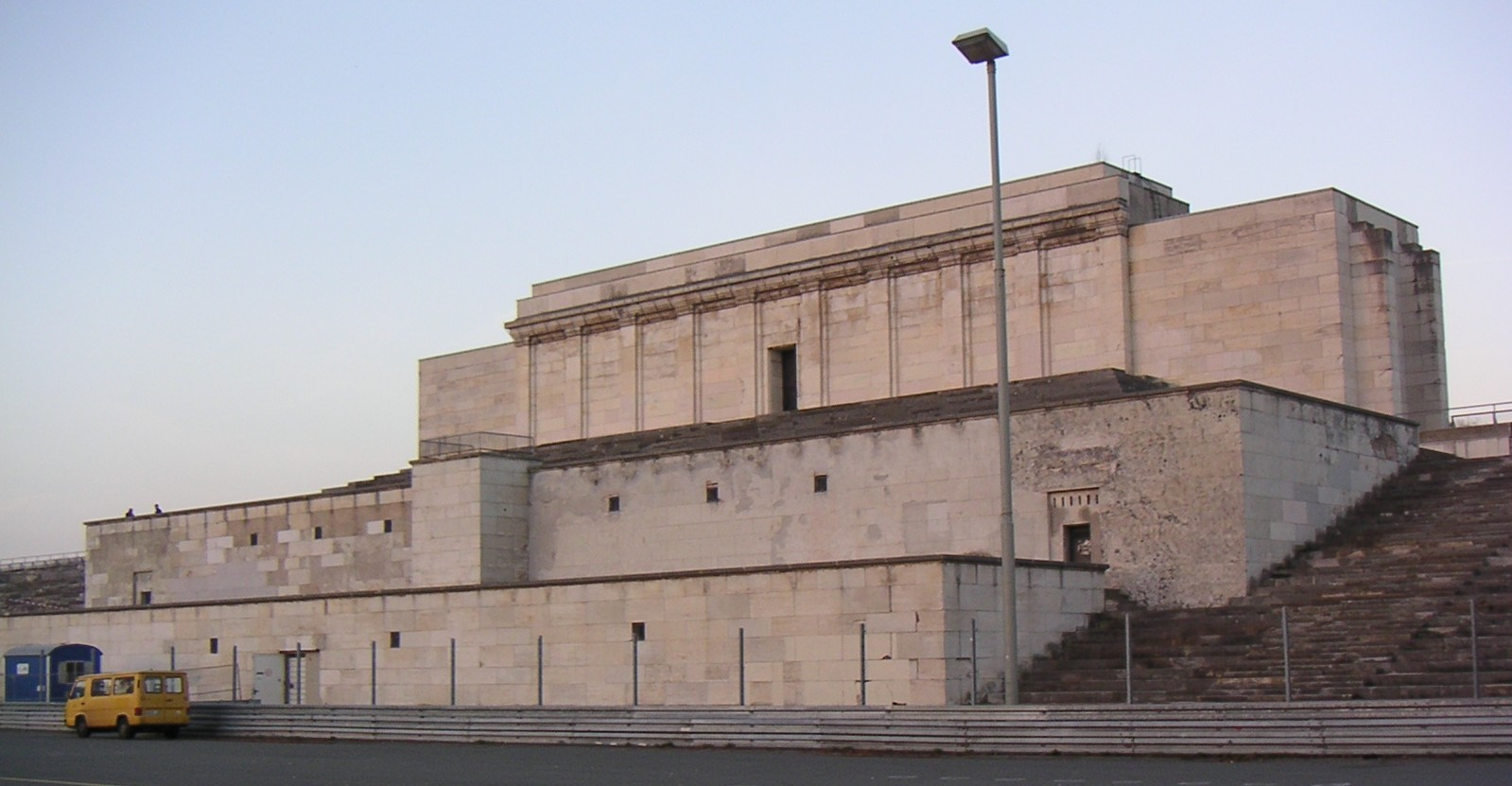
Tribuna del Camp Zeppelin actualment

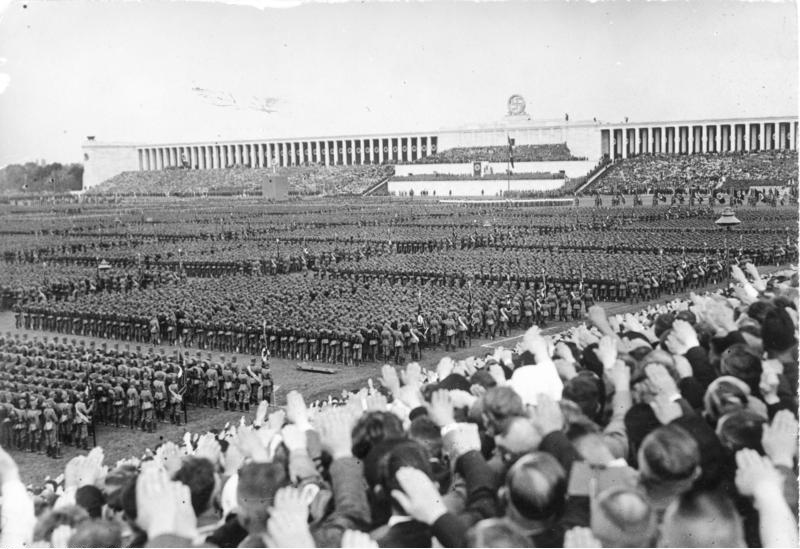
Congrés del Partit Nazi en el Camp Zeppelin l'any 1937.

El Camp Zeppelin és un complex urbanístic, ubicat a Nuremberg, Alemanya, format per un camp de desfilada i una estructura de formigó per les tribunes d'espectadors. S'utilitzà com a camp de desfilades del Partit Nacional Socialista dels Treballadors Alemanys (Partit Nazi).

## Història

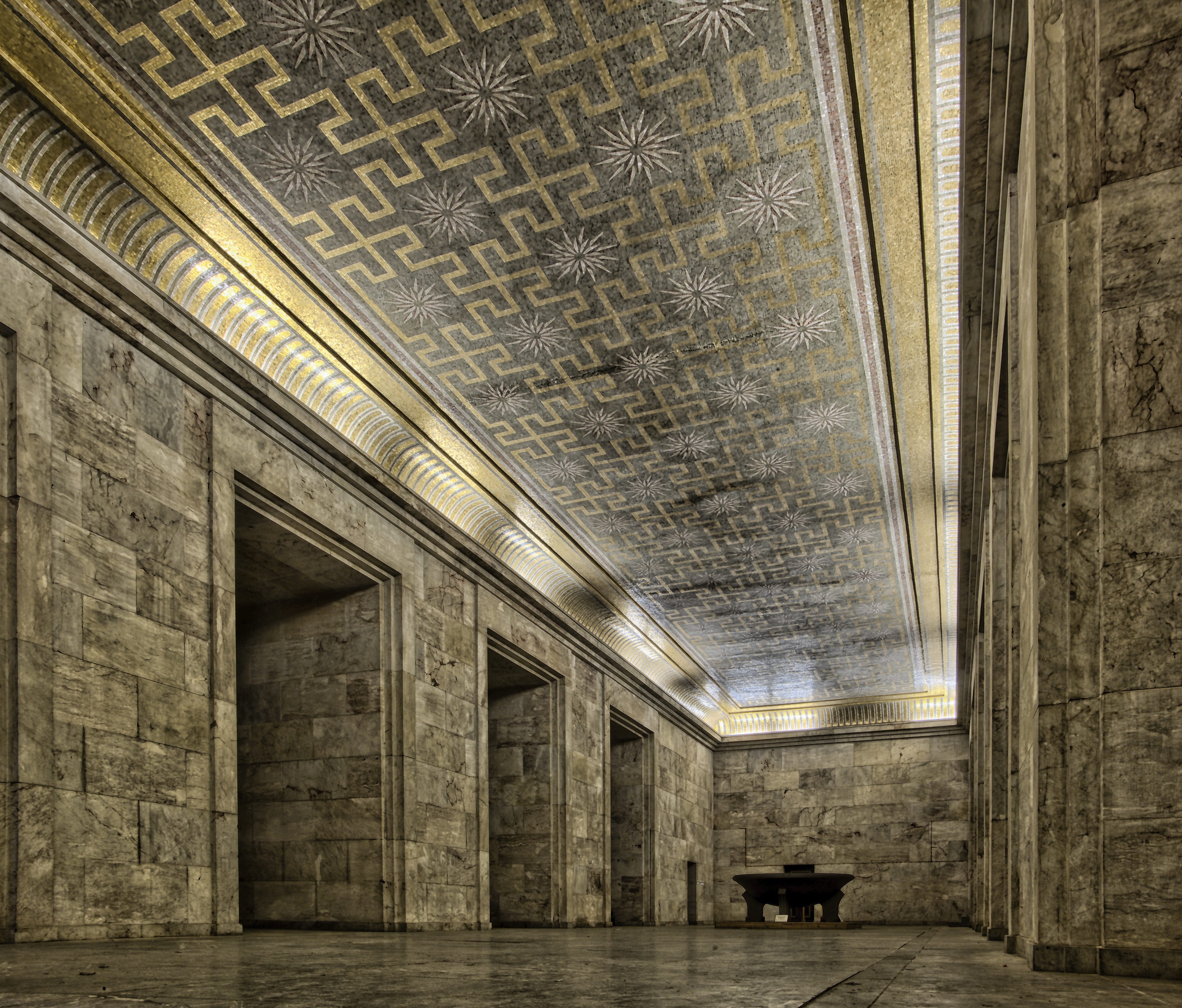
"Goldener Saal"

- 1923: El terreny es construeix com un camp de proves per a les màquines voladores de Ferdinand von Zeppelin, qui va morir l'any 1917 i van anomenar el terreny en homenatge a ell.
- 1933: Adolf Hitler nomena el camp com la «Ciutat dels congressos partidaris del Tercer Reich». A partir d'allà, cada any es reunien durant tota una setmana nacionalsocialistes de totes parts del Reich.
- 1934: Albert Speer dissenya i dirigeix la construcció de la Tribuna Zeppelin.
- 1945: Núremberg fou la segona ciutat d'Alemanya que patí les pitjors destrosses als bombardejos dels aliats al final de la Segona Guerra Mundial, només superada per la ciutat de Dresden. No obstant això, el complex de Zeppelin va sobreviure pràcticament intacte.
- 2000: S'inaugura en una de les construccions un centre de documentació pel que la ciutat rebé el premi de la UNESCO per l'Educació dels drets humans.

## Característiques
A la seva autobiografia, Albert Speer va afirmar que quan va veure el projecte original de l'arquitecte Troost, va fer el comentari despectiu que el camp de desfilades semblava una reunió d'un club de tiradors. El van reptar a fer un disseny nou. Va utilitzar com a base de partida l'antiga arquitectura Dòrica de l'Altar del Pèrgam, a Turquia, però ampliada a una escala d'enormes dimensions, amb un aforament de fins a 240.000 persones. A la reunió del partit al camp de desfilades, l'any 1934, Speer envoltà l'àrea amb 150 projectors antiaeris. Això produïa un efecte “catedral de llum”, como ho anomenà l'ambaixador britànic Sir Neville Henderson.
Speer va aplicar la teoria del «valor de les runes» —amb el suport de Hitler— segons la qual es construirien tots els nous edificis de forma que deixessin unes runes estèticament agradables al futur llunyà.